# Жених из преисподней
«Жених из преисподней» (англ. The Shrimp on the Barbie; другое название — «Креветка на сковородке») — американская романтическая комедия, режиссёра Алана Смити. В главных ролях — Чич Марин и Эмма Сэммс. Сборы фильма в США составили 402 тысячи долларов. Название фильма отсылает к телевизионым роликам с участием Пола Хогона (исполнителя главной роли в фильме «Крокодил Данди», слоганом роликов была фраза Shrimp on the Barbie ставшей популярной в массовой культуре Австралии. В 2003 году, фильм бы выпущен на носители DVD.

## Сюжет
Бедный мексиканец Карлос приезжает в Австралию, чтобы подзаработать денег и вернуться разбогатевшим. Но жизнь наносит ему один удар за другим: сначала жена в письме сообщает, что разводится с ним. Затем он лишается работы. Вдобавок ко всему соседский кенгуру постоянно вышвыривает Карлоса из дома.
Но неожиданно шанс получить 5000 долларов за пустяковую услугу — выглядеть круглым идиотом. По мнению девушки, Карлосу не составит труда выполнить поставленную перед ним задачу…

## Критика
Эндрю Шинни в книге «Movie Confidential» описывает фильм как «несмешную романтическую комедию с плоским сюжетом, напоминающую унылые представления Чича и Чонга». По его мнению, Чич Марин глупый и несмешной герой, а сам фильм эксплуатирует популярность фильма «Крокодила Данди», действия которого также происходят в Австралии. О работе режиссёра Алана Смити он высказался так: 
Алан Смити везде и нигде одновременно. Он как призрак. 

## Актёрский состав
| Актёр         | Роль                            |
| ------------- | ------------------------------- |
| Чич Марин     | Карлос Муньяс                   |
| Сэммс, Эмма   | Александра «Алекс» Хобарт       |
| Спенс, Брюс   | Уэйн владелец ресторана Мананья |
| Уэллс, Вернон | Брюс Вудли жених Алекс          |